# Latarnia morska Nash Point
Latarnia morska Nash Point – para latarni morskich położona na południowym wybrzeżu Walii w hrabstwie Vale of Glamorgan na zachód od wsi St Donats. Latarnie są wpisane na listę zabytków Royal Commission on the Ancient and Historical Monuments of Wales, Low (zachodnia) pod numerem 179, a High (wschodnia) pod numerem 178. Latarnia jest położona pomiędzy latarnią morską Mubles a latarnią morską Flatholm.
Kompleks złożony z dwóch sąsiadujących ze sobą, oddalonych od siebie o 300 metrów latarni planowano wybudować od lat dwudziestych XIX wieku. Jednak dopiero zatonięcie 17 marca 1831 roku brytyjskiego parowca Frolic, które spowodowało śmierć 76 osób, dało ostateczny impuls do przyspieszenia prac. Fundamenty pod obie latarnie zostały położone 1 października 1831 roku. Budowę zakończono 1 września 1832 roku i w tym samym dniu je uruchomiono. 
Obie latarnie pracowały nieprzerwanie do 1920 roku, kiedy to zdecydowano, że światło z Low Tower nie jest niezbędne i wystarczy zmodernizować mechanizm w High Tower, aby świecił oprócz białego także czerwonym światłem. Laterna oraz soczewki z Low Tower zostały zdemontowane w latach pięćdziesiątych XX wieku. Początkowo obu latarniom towarzyszyły pojedyncze budynki – mieszkania latarników. Około 1900 roku w czasie remontu latarni dobudowano jeszcze po jednym budynku, a istniejące budynki rozbudowano. 
Pomiędzy dwoma latarniami zbudowano budynek z nautofonem. Na jego dachu zamocowano róg, który był zasilany kompresorem i 20 konnym generatorem Ruston & Hornsby z około 1903 roku. Nautofon wyłączono z użytku w latach sześćdziesiątych XX wieku, a generator został w 1966 roku przeniesiony do Leicester Industrial Museum. Obecnie zrekonstruowano zasilanie nautofonu i w każdą pierwszą sobotę oraz trzecią niedzielę miesiąca o godzinie 2 po południu nautofon jest uruchamiany.
Stacja została zelektryfikowana w 1968 a zautomatyzowana w 1998 roku. Była to ostatnia zautomatyzowana latarnia morska w Walii. Ostatni latarnik opuścił latarnię 5 sierpnia 1998 roku. Latarnia jest sterowana z Trinity House Operations Control Centre w Harwich.